# 月香展示館
月香展示館（：／）位於朝鮮民主主義人民共和國首都平壤牡丹峰區的月香洞。它鄰近著名的觀光名勝牡丹峰。

## 历史
於2006年11月開放，它以壬辰衛國戰爭時期（公元1592至1598年）裡英勇為國捐軀的平壤名妓桂月香來命名。

## 展品
- 以「白頭山」（長白山）、妙香山及金剛山等著名山峰為題材的繪畫作品。
- 「高麗青瓷」、朝鮮白瓷等工藝作品。
- 「朝鮮四季民俗」圖書。
- 桔梗、蕨菜、松耳、松樹花粉、熊膽、高麗參等藥材。
- 朝鮮民族的傳統服裝。
- 「白頭山地芬子酒」、人參酒、「黃腹錦蛇酒」、洋蘑菇酒、松耳酒，還有「月香燒酒」，相傳為桂月香以牡丹峰的泉水所釀成，供前方士兵飲用。